# Dichochrysa hospitalis
Dichochrysa hospitalis är en insektsart som beskrevs av Hölzel och Ohm 1995. Dichochrysa hospitalis ingår i släktet Dichochrysa och familjen guldögonsländor. Inga underarter finns listade i Catalogue of Life.